# إيليا نقل
إيليا نقل (1928 – يونيو 2022) رجل أعمال فلسطيني مقيم في عمان. أسس مجموعة نقل، وهي تكتل تجاري يضم 31 شركة، بما في ذلك شركة فاين القابضة الصحية.

## بداية حياته
وُلِد إيليا في مدينة الرملة لعائلة فلسطينية مسيحية تضم ثلاثة إخوة وأربع أخوات. عندما كبر، كان يطمح إلى أن يصبح مهندسًا. كان والده كوستاندي بائع خضراوات وكانت والدته تبيع التطريز من منزلهم. بدأ دراسته في الجامعة الأميركية في بيروت عندما طُردت عائلته من منزلها أثناء النكبة عام 1948. فرّوا إلى رام الله، والسلط، ثم إلى عمان.

## حياة مهنية
في عام 1952 أسس إيليا مجموعة نقل تحت اسم نقل إخوان. بدأ الأمر بالتجارة واستيراد المواد الغذائية والسلع الاستهلاكية. أدرجت شركة نقل كلمة "الإخوة" في اسمها على أمل أن تصبح في نهاية المطاف شركة عائلية. في أواخر الخمسينيات من القرن العشرين، بدأت الشركة بإنتاج منتجات ورقية صحية. في عام 1958، أسس نقل شركة فاين، وهي شركة لتصنيع المناديل والمنتجات الورقية، ويعتبر أول عربي يدخل هذه الصناعة إلى تلك المنطقة. بحلول عام 2009، ضمت مجموعة نقل 31 شركة وأكثر من 5500 موظف.
تأسست مؤسسة إيليا نقل في عام 2008. تعمل المؤسسة على توفير التعليم للأشخاص في المناطق المحرومة. جاءت فكرة المؤسسة من فترة إقامة نقل في الرملة حين لم يتمكن من إكمال تعليمه بسبب الظروف المادية وكونه لاجئًا.

## الحياة الشخصية
كان لإيليا زوجة اسمها سميرة وأربعة أطفال.

## الوفاة
توفي في يونيو 2022 عن عمر يناهز 93 عامًا.